# پوکا ققا
پوکا ققا (به اسپانیایی: Puka Qaqa) یک کوه در پرو است که در Peru, Lima Region, Cajatambo Province واقع شده‌است. پوکا ققا ۵٬۰۰۰ متر بالاتر از سطح دریا واقع شده‌است.